# وسيط النحو
وسيط النحو كتاب في نحو العربية للشيخ تراب علي بن نصرة الله الخير آبادي. نشر الكتاب في مدراس سنة 1820.